# Zane Holtz
Zane-Ray Brodie Holtz (Vancouver, 18 de janeiro de 1987) é um modelo e ator canadense. Ele é mais conhecido por seus papéis em Make It or Break It e From Dusk Till Dawn.

## Vida e carreira
Em sua cidade natal, começou a modelar aos cinco anos de idade e apareceu em um de seus primeiros anúncios publicitários em seu 10º aniversário. Ele se mudou para a Califórnia em 1999, com sua mãe Laura Mary Clarke e seus três irmãos mais novos: Beau, Harrison e Mackenzie Holtz.

## Vida pessoal
Namora a maquiadora Chelsea Pagnini desde 2006. O casal têm uma filha, London-Yves Pagnini, nascida em 14 de setembro de 2007.

## Filmografia
| Cinema | Cinema                                             | Cinema                 | Cinema         |
| Ano    | Título                                             | Personagem             | Nota           |
| ------ | -------------------------------------------------- | ---------------------- | -------------- |
| 2019   | Tempting Fate                                      | Matt Shaw              | Telefilme      |
| 2015   | Kadence                                            | Gideon                 | Curta-metragem |
| 2015   | Wind Walkers                                       | Sean Kotz              |                |
| 2015   | The Curse of Downers Grove                         | Guy                    |                |
| 2015   | Battle Scars                                       | Luke Stephens          |                |
| 2014   | 7 Minutes                                          | Owen                   |                |
| 2013   | Heartburn                                          | Lance Corp. Flea Jones | Curta-metragem |
| 2013   | Grace Unplugged                                    | Jay Grayson            |                |
| 2013   | Jodi Arias: Dirty Little Secret                    | Nick                   | Telefilme      |
| 2012   | As Vantagens de Ser Invisível                      | Chris Kelmeckis        |                |
| 2010   | Vampires Suck                                      | Alex                   |                |
| 2010   | Percy Jackson & the Olympians: The Lightning Thief | 50's Tough             |                |
| 2008   | Jack N Jill                                        | Dexter                 | Curta-metragem |
| 2007   | Smoke                                              | Filho                  | Curta-metragem |
| 2003   | Holes                                              | Louis/Barfbag          |                |

| Televisão | Televisão                      | Televisão                                  | Televisão                 |
| Ano       | Título                         | Personagem                                 | Nota                      |
| --------- | ------------------------------ | ------------------------------------------ | ------------------------- |
| 2021      | Riverdale                      | K.O Kelly                                  | Temporada 5, Episódio 01  |
| 2020      | Katy Keene                     | K.O Kelly                                  | Elenco Principal          |
| 2017      | White Famous                   | Chris                                      | 1 Episódio                |
| 2014–2016 | From Dusk Till Dawn            | Richard "Richie" Gecko                     | Elenco principal          |
| 2014      | Matador                        | Convidado da festa                         | Episódio 1                |
| 2013      | NCIS                           | Navy Petty Officer Third Class Kevin Wyeth | Temporada 10, Episódio 19 |
| 2012      | Workaholics                    | Lance                                      | Temporada 3, Episódio 10  |
| 2010      | CSI: Miami                     | Brady Jensen                               | Temporada 9, Episódio 2   |
| 2010–2012 | Make It or Break It            | Austin Tucker                              | Recorrente, 18 episódios  |
| 2009      | Cold Case                      | Herbert 'Wolf' James '44                   | Temporada 7, Episódio 5   |
| 2009      | Crash                          | Paul                                       | Temporada 2, Episódio 6   |
| 2006      | America's Next Top Model       | Ele mesmo                                  | Temporada 6, Episódio 5   |
| 2002      | Judging Amy                    | Jimmy Secor                                | Temporada 4, Episódio 3   |
| 2001      | CSI: Crime Scene Investigation | Dylan Buckley                              | Temporada 2, Episódio 3   |

| Videoclipe | Videoclipe | Videoclipe  | Videoclipe |
| Ano        | Título     | Artista     |            |
| ---------- | ---------- | ----------- | ---------- |
| 2015       | Confident  | Demi Lovato |            |

| Videogame | Videogame  | Videogame           | Videogame |
| Ano       | Título     | Personagem          |           |
| --------- | ---------- | ------------------- | --------- |
| 2011      | L.A. Noire | George Murphy (voz) |           |

| Websérie | Websérie   | Websérie   | Websérie                  |
| Ano      | Título     | Personagem | Nota                      |
| -------- | ---------- | ---------- | ------------------------- |
| 2012     | BlackBoxTV | Rob Turner | Temporada 3, Webisódio 10 |

## Prêmios e indicações
| Ano  | Prêmio                   | Categoria                | Trabalho            | Resultado |
| ---- | ------------------------ | ------------------------ | ------------------- | --------- |
| 2015 | Fangoria Chainsaw Awards | Best TV Supporting Actor | From Dusk Till Dawn | Indicado  |